# Peter Pelz
Peter Pelz (* 5. Mai 1967 in Mainz) ist ein deutscher Maschinenbauingenieur und leitet als Professor das Institut für Fluidsystemtechnik an der Technischen Universität Darmstadt. Seit Anfang 2023 ist er Vizepräsident der Technischen Universität Darmstadt.

## Leben und wissenschaftlicher Werdegang
Seit dem 1. Januar 2023 ist Pelz gewählter Vizepräsident für Digitalisierung und Nachhaltigkeit sowie CIO der Technischen Universität Darmstadt. Die TU Darmstadt ist die erste Universität in Deutschland, die die Ressorts Digitalisierung und Nachhaltigkeit verbindet.
Der gebürtige Mainzer ist verheiratet, hat zwei Kinder und lebt in Darmstadt. Er studierte Maschinenbau an der TU Darmstadt und als Erasmus-Student Mathematik am Trinity College in Dublin. Im Jahr 2000 wurde er über ein Forschungsthema der Firma Merck promoviert; Gutachter waren die Professoren J.H. Spurk, Manfred J. Hampe und L.J. Crane (Trinity College Dublin).
Von 1998 bis 2003 baute er die Dienstleistungsgruppe Strömungsmechanik und Rheologie bei der Firma Freudenberg in Weinheim auf. Von 2003 bis 2006 leitete er die Vorentwicklung bei Vibracoustic, einer Freudenbergtochter, in Hamburg.
Im Jahr 2006 wurde er zum Professor für Fluidsystemtechnik an die TU Darmstadt berufen. Das Institut ist heute mit mehr als 30 Mitarbeiterinnen und Mitarbeitern das deutschlandweit führende Institut für Thermofluidsysteme. Außerdem ist er Mitgründer der Unternehmen Industrial Science GmbH (2012) und tesyo GmbH (2014).
Die Resilienzforschung zur Beherrschung von Unsicherheit im Sonderforschungsbereich 805 (Sprecher 2013–2020) und die Weiterentwicklung des Ingenieurstudiums an der TU Darmstadt in den Jahren 2019 bis 2020 um die Daten- und Nachhaltigkeitskompetenz durch Pelz als Studiendekan war jeweils zukunftsweisend.
Heute ist Pelz stellvertretender Sprecher des Konsortiums Nationale Forschungsdateninitiative für die Ingenieurwissenschaften (NFDI4ING) sowie Sprecher der Sektion Education und Training des NFDI e.V. Er sieht 1.) Datenqualität und Datenkompetenz als Voraussetzung für Nachvollziehbarkeit und Nachhaltigkeit von Forschung. Er sieht 2.) Datenqualität und Datenkompetenz als Voraussetzung für die Entwicklung, den Betrieb und die Weiterentwicklung sozio-technischer Systeme. Er sieht 3.) Datenqualität und Datenkompetenz als notwendig für Konformität z. B. mit dem Lieferkettengesetz und für das ESG-Reporting von Unternehmen. Folglich berät er gemeinsam mit der Industrial Science GmbH Unternehmen wie Freudenberg bei der Verbesserung von Datenqualität und Datenkompetenz.
Im Jahr 2022 wurde Pelz zum Gründungssprecher des TU Darmstadt Forschungsfelds Energy and Environment (E+E) berufen. Dieses Forschungsfeld fasst ein Drittel der Forschungsaktivitäten der Technischen Universität Darmstadt zusammen. Für die Wissenschaftskommunikation gründete er die Formate E+E Diskurs sowie E+E Essay. In beiden Formaten werden Antworten aus der Forschung mit der Gesellschaft und Industrie diskutiert.

## Forschungsinhalte
In Forschung, Lehre und Transfer geht es Pelz immer um die Frage wie inhärent komplexe und unsichere sozio-technische Systeme nachhaltig und robust gestaltet, betrieben und weiterentwickelt werden. Dabei sind a) Transparenz, b) Autonomie und c) Modularität seine wesentlichen Strategien sowohl für soziale als auch technische Systeme.
Die drei Strategien bauen auf drei Hypothesen auf, nämlich a) ein sozio-technisches System kann ohne einen semantischen digitalen Zwilling, der auf FAIRen Daten basiert, nicht nachhaltig werden; b) das Spiel und der Wettbewerb autonomer sozialer und technischer Agenten fördert Akzeptanz, Innovation, Allokationseffizienz, Interessenausgleich und Transparenz; c) durch Modularität und Skalierung von Funktion, Ressourcen und Zeit kann Risiko ertragbar, Unsicherheit beherrschbar und Akzeptanz erreicht werden.
Seine Forschungsthemen konzentrieren sich auf Thermofluidsysteme, Fluidenergiemaschinen, Gezeitenkraft, Techno-Ökonomie, Systemsynthese und –optimierung, Resilienz technischer Systeme, Kavitation, Tribologie, Skalierung und Modellreduktion, Forschungsdatenmanagement, Migrationsmodelle, sozio-technische Systeme und Multi-Agenten-Systeme.

## Veröffentlichungen
Pelz ist Editor, Autor oder Co-Autor von ca. 60 wissenschaftlichen Publikationen und über 100 Konferenzbeiträgen. Er ist Editor der Anthologie „Mastering Uncertainty in Mechanical Engineering“ und Gründungsherausgeber der Diamond-Open-Access-Zeitschrift „Ing.grid FAIR data management in engineering sciences“. Er hält 24 Patente.